# Mimosa velloziana
Mimosa velloziana är en ärtväxtart som beskrevs av Carl Friedrich Philipp von Martius. Mimosa velloziana ingår i släktet mimosor, och familjen ärtväxter.

## Underarter
Arten delas in i följande underarter:
- M. v. atrostipulata
- M. v. glaberrima
- M. v. glabra
- M. v. guaranitica
- M. v. inermis
- M. v. malmeana
- M. v. oranensis
- M. v. velloziana